# Henningsen Glacier
Henningsen Glacier är en glaciär i Sydgeorgien och Sydsandwichöarna (Storbritannien). Den ligger i den nordvästra delen av Sydgeorgien och Sydsandwichöarna. Henningsen Glacier ligger 266 meter över havet.
Terrängen runt Henningsen Glacier är kuperad västerut, men åt nordost är den bergig. Havet är nära Henningsen Glacier åt sydväst.  Det finns inga samhällen i närheten. 